# District de Manyoni
Le district de Manyoni est l'un des six districts de la région de Singida en Tanzanie. La capitale du district est la ville de Manyoni . Le district se situe au sud du district d'Ikungi, à l'ouest de la région de Dodoma, au nord de la région d'Iringa, au nord-est de la région de Mbeya et à l'est de la région de Tabora .

## Démographie
Selon le recensement national de la Tanzanie la population du district de Manyoni était de :
- 205 423 habitants en 2002 [1]
- 296 763 habitants en 2012 [2]

## Transport
La route nationale goudronnée T3 de Morogoro à la frontière avec le Rwanda traverse le district.
La ville de Manyoni a une gare sur le chemin de fer tanzaniens .

## Subdivisions administratives
En 2012, le district de Manyoni était divisé en 30 quartiers.

### Quartiers
- Aghondi
- Chikola
- Chikuyu
- Heka
- Idodyandole
- Ipande
- Isseke
- Itigi Majengo
- Itigi Mjini
- Kintinku
- Kitaraka
- Majiri
- Makanda
- Makuru
- Makutopora
- Manyoni
- Mgandu
- Mitundu
- Mkwese
- Muhalala
- Mvumi
- Mwamagembe
- Nkonko
- Rungwa
- Sanjaranda
- Sanza
- Saranda
- Sasajila
- Sasilo
- Solya